# 汉堡足球高级联赛
汉堡足球高级联赛（德語：Fußball-Oberliga Hamburg），在2006年以前称汉堡足协联赛（Verbandsliga Hamburg）、2008年以前称汉堡联赛（Hamburg-Liga），是汉堡州的顶级足球联赛。它由汉堡足球协会主办，包含来自汉堡、石勒苏益格-荷尔斯泰因和下萨克森的18支球队，并与另外十二个同级联赛（其中五个也以“高级联赛”命名）共同组成了德国足球联赛系统的第五级别。
汉堡高级联赛的上级是北部地区联赛，下级是被划分为“汉萨”和“哈摩尼亚”两个赛区的汉堡州级联赛。

## 历史

### 1919年以前
汉堡是德国（继柏林之后）第二个组织举办足球联赛的城市（始于1895-96赛季），最初被称为“HAFB锦标赛”。HAFB指代的是汉堡-阿尔托纳足球总会。因此，参加这一联赛的除了来自汉堡的球队之外，还有来自周边城市——例如普鲁士阿尔托纳、万德斯贝克（至1914年）和哈尔堡的球队。联赛的首个主要球队是日耳曼尼亚1887（SC Germania 1887），即汉堡体育俱乐部的前身，以及阿尔托纳93。自1906年起，维多利亚汉堡夺得五连冠，并接管了统治地位。而自1913-14赛季兴起的北德协会联赛，则使汉堡联赛在降入联赛系统的第二级。
赛事在第一次世界大战期间仍然维持运作。

### 1919－1945年
经过1921-22赛季的改革后，联赛被拆分为易北区和阿尔斯特区。这使得联赛受到观众的冷落，因为联赛的范围较窄使得每个赛季最终在一定程度上都相同。每个赛季在阿尔斯特区的冠军都是汉堡SV，而易北区的冠军都是阿尔托纳联盟或阿尔托纳93。随着足球革命在1928-29赛季完全失败，自1929-30赛季起，汉堡联赛恢复为只有一个赛区的单轨制。它首次使用了“高级联赛”这一术语直至1933年。自1933-34赛季起，它是作为行政区联赛级别再度实行双轨制，并成为大区联赛的下级赛事。

### 1945－1963年
在第二次世界大战结束后，赛事以汉堡城市联赛（Stadtliga Hamburg）的名义重启，在最初是汉堡的最高级别及单轨制联赛。自1947年起，它重新调整为双赛区制的汉堡足协联赛（Verbandsliga Hamburg），并自此仅作为低于北部高级联赛的第二级别赛事。联赛冠军需要与下萨克森州、不来梅州和石勒苏益格-赫尔斯泰因州的业余联赛冠军参加升级附加赛，方可决出北部高级联赛的升级名额。1950年，两个赛区再以汉堡业余联赛（Amateurliga Hamburg）的名义合并为16队规模的单轨制赛事。

### 1963－1974年
1963年，随着德国足球甲级联赛的创立，北部高级联赛被撤销，并增设北部地区联赛作为德国联赛系统的第二级。汉堡业余联赛从而跌落为第三级，但仍保持16支球队的规模。汉堡冠军也需要继续像以往那样参加升级附加赛，但自此升入的会是北部地区联赛。
而汉堡业余联赛的下级赛事赛区数量自1970年起从三个减少为两个，即至今仍然存在的哈摩尼亚区和汉萨区，它们最初被称为足协联赛，然后自1978年起被称为州级联赛。

### 1974－1994年
在1973-74赛季结束后，北部地区联赛随着乙级联赛北区的设立而解散。在乙级联赛之下，德国北部区域则重新引入北部高级联赛作为第三级联赛。这意味着业余联赛需要下滑至德国第四级别，但其体系大致维持不变，汉堡的前两名球队可获参加升级附加赛。
1978年，联赛的名称再度发生变化，这一次则是恢复使用汉堡足协联赛。

### 1994－2008年
北部地区联赛于1994年作为德国联赛系统的第三级被重新引入。而北部高级联赛则被分拆为平行运作的两个赛区——下萨克森/不来梅区和汉堡/石荷区。对于汉堡足协联赛而言，这意味着需要进一步降至第五级。然而，这也使得联赛冠军首次得以直接升入更高级联赛。唯一的例外是在2000年，当地区联赛的数量从4个减半为2个，协会联赛当季不设升级名额。
2004年，平行运作的两个高级联赛赛区被恢复为单轨制的北部高级联赛。
2006-07赛季的联赛冠军，维多利亚汉堡由于无法获得高级联赛的参赛牌照而没有升级。自该赛季起，联赛也一度被更名为汉堡联赛（Hamburg-Liga）。

### 2008年至今
2008年，通过设立全新的德国足球丙级联赛，北部高级联赛被再度撤销。北部的四个联邦州成为德国唯一不设高级联赛的地区，并以五个足协联赛位处北部地区联赛之下，与东北高级联赛相平行。在2007-08赛季结束后，北德5个足协联赛的冠军和原北部高级联赛的第六名球队参加升级附加赛以确定最后一个地区联赛的参赛名额。而此后的赛季中，汉堡冠军仅可与不来梅和石勒苏益格-荷尔斯泰因的冠军参加升级附加赛。这3支球队将竞争一个升入地区联赛的名额。
汉堡联赛维持了其第五级联赛的地位，但自此转而使用汉堡高级联赛的称谓，以反映出与高级联赛同级别的事实。同时联赛的规模也扩充至18支球队，长年沿用的16队规模自此成为历史。

### 联赛时间轴
| 年份      | 级别 | 升级至                      |
| --------- | ---- | --------------------------- |
| 1945-1947 | I    | 独立联赛                    |
| 1947-1963 | II   | 北部高级联赛                |
| 1963-1974 | III  | 北部地区联赛                |
| 1974-1994 | IV   | 北部高级联赛                |
| 1994-2004 | V    | 北部高级联赛：汉堡/石荷赛区 |
| 2004-2008 | V    | 北部高级联赛                |
| 2008-     | V    | 北部地区联赛                |

来源：. Das deutsche Fussball-Archiv.   [2008-02-24]. （原始内容存档于2018-02-22）.

## 历年冠军
| 赛季    | 球队                     |
| ------- | ------------------------ |
| 1945/46 | 汉堡                     |
| 1946/47 | 圣保利                   |
| 1947/48 | 埃姆斯比特勒、阿尔托纳93 |
| 1948/49 | 伯格多夫85、哈尔堡TB     |
| 1949/50 | 汉堡邮政、阿尔托纳93     |
| 1950/51 | 维多利亚汉堡             |
| 1951/52 | 哈尔堡TB                 |
| 1952/53 | 维多利亚汉堡             |
| 1953/54 | 孔科耳狄亚汉堡           |
| 1954/55 | 维多利亚汉堡             |
| 1955/56 | 孔科耳狄亚汉堡           |
| 1956/57 | 于特森                   |
| 1957/58 | 伯格多夫85               |
| 1958/59 | 埃姆斯比特勒             |
| 1959/60 | 维多利亚汉堡             |
| 1960/61 | 哈尔堡TB                 |
| 1961/62 | 维多利亚汉堡             |
| 1962/63 | 巴姆贝克-乌伦霍斯特      |
| 1963/64 | 平讷贝格                 |
| 1964/65 | 汉堡雀鹰                 |
| 1965/66 | 巴姆贝克-乌伦霍斯特      |
| 1966/67 | 圣乔治                   |
| 1967/68 | 平讷贝格                 |
| 1968/69 | 阿尔斯特塔尔-朗根霍恩    |
| 1969/70 | 阿尔斯特塔尔-朗根霍恩    |

| 赛季    | 球队                 |
| ------- | -------------------- |
| 1970/71 | 平讷贝格             |
| 1971/72 | 伯格多夫85           |
| 1972/73 | 平讷贝格             |
| 1973/74 | 维多利亚汉堡         |
| 1974/75 | 平讷贝格             |
| 1975/76 | 伯格多夫85           |
| 1976/77 | 平讷贝格             |
| 1977/78 | 伯格多夫85           |
| 1978/79 | 施塔德               |
| 1979/80 | 胡梅尔斯比特勒       |
| 1980/81 | 卢鲁普               |
| 1981/82 | 胡梅尔斯比特勒       |
| 1982/83 | 卢鲁普               |
| 1983/84 | 胡梅尔斯比特勒       |
| 1984/85 | 荷尔斯泰因库伊克博恩 |
| 1985/86 | 汉堡二队             |
| 1986/87 | 汉堡二队             |
| 1987/88 | 迈恩多夫             |
| 1988/89 | 汉堡二队             |
| 1989/90 | 施塔德               |
| 1990/91 | 汉堡93               |
| 1991/92 | 卢鲁普               |
| 1992/93 | 孔科耳狄亚汉堡       |
| 1993/94 | 孔科耳狄亚汉堡       |
| 1994/95 | 维多利亚汉堡         |

| 赛季      | 球队                |
| --------- | ------------------- |
| 1995/96   | 汉堡神鹰            |
| 1996/97   | 前进-勇敢04         |
| 1997/98   | 埃尔姆斯霍恩草地    |
| 1998/99   | 达森多夫            |
| 1999/2000 | 伯格多夫85          |
| 2000/01   | 孔科耳狄亚汉堡      |
| 2001/02   | 迈恩多夫            |
| 2002/03   | 哈尔堡TB            |
| 2003/04   | 巴姆贝克-乌伦霍斯特 |
| 2004/05   | 萨塞尔              |
| 2005/06   | 汉堡93              |
| 2006/07   | 维多利亚汉堡        |
| 2007/08   | 维多利亚汉堡        |
| 2008/09   | 维多利亚汉堡        |
| 2009/10   | 维多利亚汉堡        |
| 2010/11   | 圣保利二队          |
| 2011/12   | 维多利亚汉堡        |
| 2012/13   | 埃尔姆斯霍恩        |
| 2013/14   | 达森多夫            |
| 2014/15   | 达森多夫            |
| 2015/16   | 达森多夫            |
| 2016/17   |                     |
| 2017/18   |                     |
| 2018/19   |                     |
| 2019/20   |                     |

- 粗体表示球队成功升级
- 在1951年，亚军吕讷堡SK也获升级。
- 在1952年，亚军阿尔托纳93也获升级。
- 在1953年，亚军维多利亚汉堡也获升级。
- 在1964年，殿军哈尔堡草地获顶替升级。
- 在1966年，亚军汉堡雀鹰也获升级。
- 在1970年，亚军汉堡雀鹰获顶替升级。
- 在1973年，亚军孔科耳狄亚汉堡也获升级。
- 在1974年，亚军波彭比特尔也获升级。
- 在1984年，亚军阿尔托纳93也获升级。
- 在1987年，亚军诺德施泰特也获升级。
- 在1992年，亚军汉堡93也获升级。
- 在1994年，排名第二至第八位球队均获升级。
- 在1995年，亚军迈恩多夫也获升级。
- 在1996年，亚军埃尔姆斯霍恩草地也获升级。
- 在1997年，亚军伯格多夫85也获升级。
- 在1999年，亚军埃姆斯比特尔也获升级。
- 在2001年，亚军伯格多夫85也获升级。
- 在2002年，亚军阿尔托纳93也获升级。
- 在2003年，哈尔堡TB升级遭拒，维多利亚汉堡、萨塞尔及韦德尔获顶替升级。
- 在2009年，第五名圣保利二队获顶替升级。
- 在2013年，冠军埃尔姆斯霍恩升级遭拒，第五名和睦诺德施泰特获顶替参加升级附加赛并成功升入地区联赛。
- 在2014年和2015年，该联赛没有球队获得地区联赛参赛牌照或参加升级附加赛。
- 在2016年仅第六名阿尔托纳93获得地区联赛牌照。